# Elio Rosati
Elio Rosati (Maddaloni, 21 febbraio 1923 – Roma, 12 giugno 2016) è stato un politico italiano.

## Biografia

### Giovinezza e istruzione
Elio Rosati nacque il 2 febbraio 1928 a Maddaloni, Comune della provincia di Caserta.
Da studente, per mantenersi agli studi, l’on. Elio Rosati, nel 1941, lavorò come istitutore assistente del Convitto Nazionale Statale “G. Bruno” di Maddaloni.
Frequentò l’università laureandosi in filosofia.

### Interesse per la politica
Fu formato politicamente e spiritualmente dall'arciprete Michele Cerreto presso l’arcipretura di San Pietro Apostolo.

Fu eletto consigliere comunale per la Democrazia Cristiana, da giovanissimo, già alle elezioni del 7 aprile 1946, che furono le prime dopo la fine della dittatura e della seconda guerra mondiale.
Il 14 giugno del 1950 fu proclamato Sindaco dal Consiglio comunale, restando in carica fino al 1952. 
Venne rieletto nuovamente Sindaco della città, dopo le elezioni del 25 maggio 1952, completando il mandato nel 1956.
Durante le sue Sindacature, riuscì a realizzare il piano per l’edilizia popolare e a garantire l’istruzione scolastica, grazie alla realizzazione  
di una nuova scuola media nel rione Pescara e di tre edifici scolastici in aree periferiche (Montedecoro, Pizzomellone, Grotticella di Cancello).

È stato anche consigliere regionale della Campania.

### Deputato e Sottosegretario
La carriera politica a livello nazionale inizia venendo eletto, per la prima volta alla Camera (II legislatura), il 15 giugno del 1953.

Riuscì ad essere deputato anche nella IV, V, VI e VII legislature.
Ricoprì, per diverse volte, l’incarico di sottosegretario di Stato alla Pubblica istruzione nel Governo Governo Rumor I (dal 14 dicembre 1968 al 4 agosto 1969), Governo Rumor II (dal 7 agosto 1969 al 26 marzo 1970), Governo Rumor III (dal 2 aprile 1970 al 5 agosto 1970), Governo Colombo (dal 7 agosto 1970 al 16 febbraio 1972) e Governo Andreotti I (dal 17 febbraio 1972 al 24 giugno 1972).

### L’amicizia con Aldo Moro
Elio Rosati ebbe una forte intesa, sia politica che personale, con il Presidente Aldo Moro, del quale fu uno degli amici più fedeli.
Collaborò attivamente con Aldo Moro e ne appoggiò le linee come l’azione politica del compromesso storico e della solidarietà nazionale, tant’è che, nella sua Maddaloni, riuscì a costruire un governo cittadino con l’ingresso del PCI.  

Fu destinatario di alcune lettere di Aldo Moro, che lo considerava tra i suoi amici e collaboratori come la « persona che più amo e stimo ».